# Ugo Simoni
Ugo Simoni (Imola, 3 giugno 1938) è un ex tiratore a segno italiano.

## Biografia
Nato nel 1938 a Imola, in provincia di Bologna, a 26 anni ha partecipato ai Giochi olimpici di Tokyo 1964, nella pistola 50 m, arrivando 33º con 526 punti.